# Centro trasmittente di Monte Serra

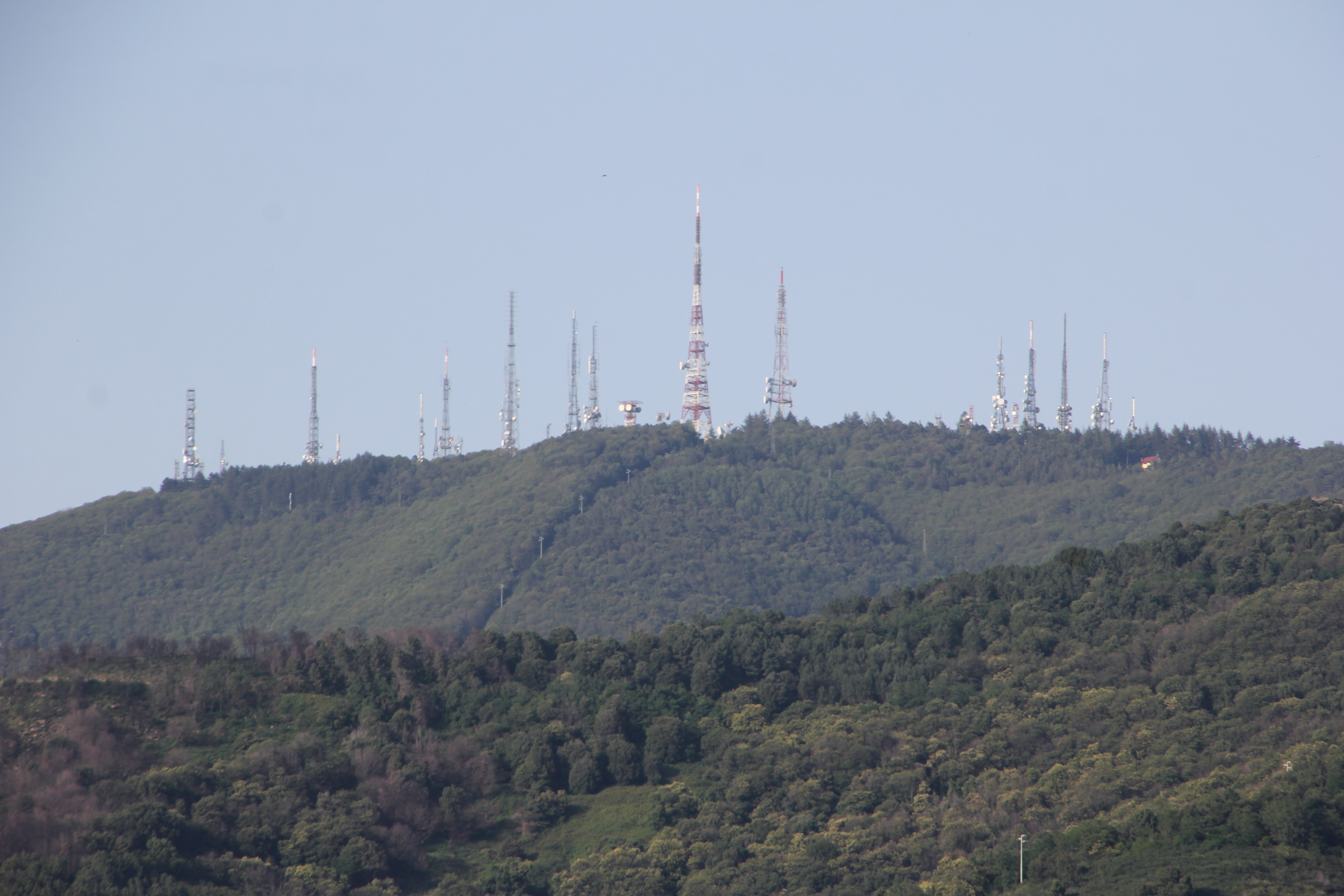
Il centro trasmittente

Il centro trasmittente di Monte Serra è una delle più importanti postazioni radiotelevisive d'Italia e si trova in Toscana, sulla vetta del Monte Serra, nella zona di confine tra i comuni di Capannori (LU) e Calci (PI), all'apice della piccola catena montuosa dei Monti Pisani, a 917 m s.l.m.
Ospita numerosi impianti di trasmissione radiotelevisiva, tra cui i principali e capostipiti sono di proprietà di Rai Way (RAI), nonché a seguire Elettronica Industriale (Mediaset) e Telecom Italia Media Broadcasting.

## Storia

### La RAI
Il centro trasmittente RAI fu inaugurato il 15 dicembre 1953, per irradiare il segnale dell'allora programma Nazionale, oggi Rai 1, le cui trasmissioni ufficiali partirono il 3 gennaio 1954. Assieme alle postazioni di Torino Eremo, Milano Corso Sempione, Monte Penice, Genova Portofino, Monte Peglia e Roma Monte Mario, costituì la prima dorsale tecnica via etere della RAI che permetteva il trasferimento dei segnali audio e video da Torino/Milano a Roma, nonché, in virtù delle posizioni geograficamente privilegiate delle suddette postazioni, la stessa ritrasmissione dei programmi al 36% della popolazione italiana, un dato importante, vista la particolare orografia del territorio italiano. La frequenza utilizzata da Monte Serra era il canale D (175,25 MHz), utilizzata fino al 31 maggio 2022 e poi dismessa.
Nel 1961 sul Ch 27H UHF partirono le trasmissioni del secondo canale, oggi Rai 2, e nel 1979 sul Ch 43H UHF quelle di Rete 3, oggi Rai 3, per la ritrasmissione dei programmi della sede regionale Toscana. Le frequenze dei canali radio trasmessi della RAI sono invece le seguenti: GR Parlamento 88.25 MHz, Radio 1 88.5 MHz, Radio 2 90.5 MHz e Radio 3 92.9 MHz. Nel vicino Centro radio di Coltano, fino al 11 Settembre 2022, veniva trasmesso Rai Radio 1 sulla frequenza di 657 kilohertz Onde Medie.

### Le tv private
A partire dal 1974, con l'avvento delle televisioni private, la postazione di Monte Serra vide aggiungersi, nel giro di breve tempo, altri ripetitori per le trasmissioni di canali tv e radio locali, nazionali ed esteri. 
Tra i primi installati occorre ricordare quello di Telemontecarlo e negli anni ottanta quando iniziano le trasmissioni di Canale 5, Italia 1, Rete 4, Italia 7, Rete A unita alla ripetizione di diverse emittenti già ricevibili da altre postazioni, quali TV Koper-Capodistria e France 2 e, negli anni novanta per le trasmissioni di Telepiù ed altri.

### Il digitale terrestre
Nel 2003, come nelle altre maggiori postazioni televisive d'Italia, da Monte Serra partirono le trasmissioni del digitale terrestre, trasmettendo subito i multiplex digitali Mediaset 1 (sostituendo Telepiù 1), Mediaset 2 (sostituendo Home Shopping Europe), Dfree (sostituendo Telepiù 2) e TIMB 1 (sostituendo Telemarket).
Poi iniziano le trasmissioni anche dei multiplex Rai A e Rai B, però questi ricevibili solo nella parte ovest della montagna, quindi solo a Pisa e Livorno, perché le frequenze dei due Mux sono interferiti dai ripetitori della provincia di Firenze.
Il 18 novembre 2011 alle ore 2:00 la postazione RAI di Monte Serra ha cessato definitivamente l'irradiazione di segnali televisivi in forma analogica.
A causa di un'interferenza fra il mux La3 del Centro trasmittente ed il mux Tnt 5 della Corsica, Monte Serra ha dovuto cessare l'irradiazione del mux La3, con conseguente spegnimento di 5 canali, di cui 2 in alta definizione (uno di questi è Rete 4 HD).

## Copertura
I segnali irradiati dagli impianti di Monte Serra sono generalmente molto potenti e sfruttano a pieno la favorevole posizione geografica, non solo per la radiodiffusione pubblica, ma anche per il trasferimento dei segnali verso altre postazioni importanti (nel caso della RAI, fa sempre parte dell'ossatura principale della rete), come per il trasferimento dei segnali verso postazioni periferiche e minori. Nella fattispecie i segnali sforano addirittura il confine toscano, raggiungendo Liguria, Corsica, Mentone, Principato di Monaco, parte di Nizza e in qualche caso, anche Umbria e Lazio, mentre quelli di Mediaset e delle altre tv locali coprono solo le province di Pisa, Livorno, Lucca, parte delle provincie di Pistoia e Firenze. I segnali di Radio Subasio sui 94.5 e di Radio Fiesole sui 100.0 arrivano costantemente sul Passo del Turchino e sui bricchi della provincia di Alessandria.

## La postazione di Monte Serra e Camp Darby
Monte Serra è stata anche una postazione di trasmissione di AFN TV (CH 67), che trasmetteva in NTSC per la base militare di Camp Darby. AFN TV non viene più trasmesso dal 2007.
Da qui trasmette AFN The Eagle FM 106.0 mentre AFN Power Network FM 107.0 non trasmette più dal 2016.

## Galleria d'immagini

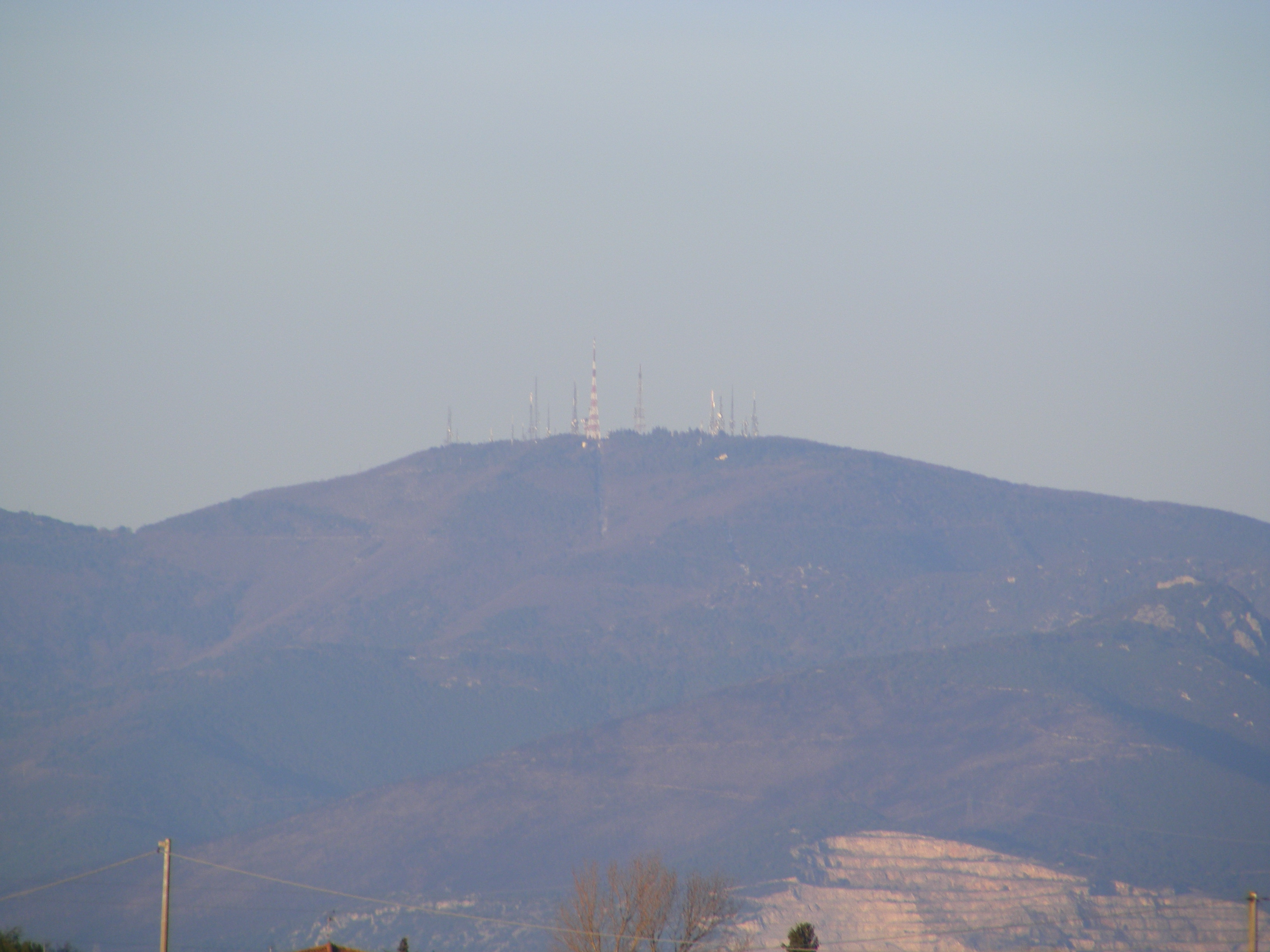
La postazione di Monte Serra dal lato di Pisa